# Atheris katangensis
Atheris katangensis är en ormart som beskrevs av Witte, 1953. Atheris katangensis ingår i släktet trädhuggormar och familjen huggormar. Inga underarter finns listade.
Arten förekommer i sydöstra Kongo-Kinshasa i Upemba nationalpark och i angränsande regioner. Ormen är giftig och klättrar i träd. Honor föder levande ungar (vivipari).